# Ravnets (distrikt i Bulgarien, Burgas)
Ravnets (bulgariska: Равнец) är ett distrikt i Bulgarien.   Det ligger i kommunen Obsjtina Burgas och regionen Burgas, i den östra delen av landet, 300 km öster om huvudstaden Sofia.
Trakten runt Ravnets består till största delen av jordbruksmark. Runt Ravnets är det ganska glesbefolkat, med 32 invånare per kvadratkilometer.